# Teogonía de los dioses chibchas
Teogonía de los dioses chibchas (littéralement en français « Théogonie des dieux chibchas ») est une peinture murale réalisée par le peintre colombien Luis Alberto Acuña Tapias en 1974. Elle se trouve dans le lobby de l'Hôtel Tequendama (es), à Bogota en Colombie. Cette œuvre, peinte à l'huile sur du bois, mesure 14 mètres de long sur 3 mètres de haut. Elle représente plusieurs dieux et symboles de la mythologie chibcha. En 2001, cette fresque est déclarée monument national. 

## Contexte
Au début des années 1970, le conseil d'administration de l'Hôtel Tequendama organise un concours pour décorer le lobby de l'hôtel. De nombreux artistes y participent tels que Fernando Botero, Feliza Bursztyn (es), Carlos Rojas González (es), Enrique Grau, David Manzur, Edgar Negret, Alejandro Obregón, Omar Rayo, Hernando Tejada (es) et Luis Alberto Acuña Tapias. Il est remporté par ce dernier en raison de « son prestige » et de « sa tradition artistique », le jury estimant qu'il peut être le principal interprète d'une œuvre qui fera l'admiration des nationaux et des étrangers qui passeront par le hall de l'hôtel. La peinture murale doit faire référence à « Tequendama ». Il s'agit d'un mot dérivé de la langue chibcha, parlée par les Muiscas qui habitaient la savane de Bogota aux temps précédant la conquête espagnole, et qui signifie « celui qui se précipite vers le bas ». Acuña Tapias décide alors de réaliser une fresque en relation avec l'histoire mythique des Chibchas et de leurs dieux, sujet qui avait inspiré son travail et ses recherches près de quarante ans plus tôt. Entre 1973 et 1974, il peint la fresque murale Teogonía de los dioses chibchas dans le hall d'accueil de l'hôtel Tequendama.

## Description
La fresque murale, réalisée avec de la peinture à l'huile sur du bois, mesure 14 mètres de long sur 3 mètres de haut. Le personnage central de la peinture est Chiminigagua, le dieu originel de la théogonie chibcha qui créa dans un premier temps Sua (le Soleil), Chía (la Lune) et Cuchaviva (l'Arc-en-ciel). On le voit en train de lancer des oiseaux noirs dans le ciel.

## Protection
Cette peinture murale est déclarée monument national selon la résolution no 1498 du 30 août 2001 par le Consejo de Monumentos Nacionales (Conseil des monuments nationaux), en même temps que l'hôtel Tequendama.